# Мацутаке
Мацутаке (Tricholoma matsutake) — вид грибів роду рядовка (Tricholoma).

## Назва
Гриб мацутаке відомий ще під назвою «сосновий гриб», тому, що росте поруч з соснами. Також може називатися «королем японських грибів», тому, що має насичений грибний аромат. Китайською гриб називається «сунжун».

## Поширення та середовище існування
Росте на піщаних ґрунтах в симбіозі з соснами.

## Практичне використання
Широко використовується у східній кухні як делікатес.

Жінка «збирає» гриб мацутаке, мистецтво сюнґа, Японія

## Цікаві факти
Це єдиний японський гриб, який росте тільки в природних умовах і не піддається розведенню у теплицях. До середини 1970-х збори скоротилися до кількох сотень тонн на рік. Зменшення кількості грибів пов'язують з різким скороченням площі, займаної місцевим ендеміком — червоною сосною. Проте існують відомості, що мацутаке розводять у Таїланді в домашніх умовах і продають під назвою «янагі мацутакі».
Мацутаке вважають одними з найдорожчих грибів у світі після трюфелів. За пів кілограма мацутаке доведеться віддати більш ніж 1000 USD. Деякі різновиди мацутаке можуть коштувати більш як 2 тисячі доларів.
Цей гриб слугує евфімічним замінником члена у символізмі сюнґа.